# 舞原ゆめ
舞原 ゆめ（まいはら ゆめ、10月15日 - ）は、日本の女性声優。フリーランス。千葉県出身。旧芸名は大和 舞子。

## 経歴
2010年より声優として活動。2018年3月、7年半所属していたRMEを退所し、同年4月よりクロコダイルに預かり所属。2019年1月より準所属に昇格したが、現在は退所している。

## 出演
太字はメインキャラクター。

### テレビアニメ
- 邪神ちゃんドロップキック（2018年 - 2020年、女の子A、おばあちゃん） - 2シリーズ[一覧 1]
- ドールズフロントライン（2022年、TAR-21[6]）

### ゲーム
- シェンムーⅢ（白禄麗、範小如、羊季紅）
- ドラゴンネスト（女王ナルシリア）
- NightCry（アンジー）
- ルーシィ 〜彼女が望んでいたもの〜（ルーシィ・バレンタイン）
- Vainglory（ナレーション）
- Shadow Tactics: Blades of the Shogun（ユキ）
- ミリ姫大戦〜RELOAD〜（バグラミャン、ドラグンスキー, アントネスク）
- ドールズフロントライン（TAR-21）
- DYING: Reborn（コニー）
- 蒼焔の艦隊（2018年 - 2023年、松下結[7]、小川理誇[8]、満島小雪[9]）
- クイズRPG 魔法使いと黒猫のウィズ（2019年、サラドゥー・ララナ[10]）
- モンスターストライク（2019年 - 2024年、シトリン[11]）
- ガーディアンテイルズ（2021年 - 2024年、カミラ[12]、第一軍団長[13]、他）

### 吹き替え
- エターナル 奇蹟の出会い（モンキー）
- ゴーストシップ2013（セリーナ）
- チャンス!（アニー）
- 狼たちのノクターン〈夜想曲〉（イン）
- オフィサー・ダウン（レニー）
- フィスト・オブ・レジェンド（ホン）
- 兵器人間（ヴァージニア）
- 曹操暗殺 三国志外伝
- 傭兵奪還（サマンサ）
- ピッチ・パーフェクト（アシュリー）
- おしゃれパピーズ ココ&ステラ（クロエ・マートル）
- キャビン・フィーバー リブート（カレン）
- ネイバーズ（サラ）
- BILLABONG ビラボン（レベッカ）
- ナイトウォッチメン（カレン）
- 幸せなひとりぼっち（ソーニャ）
- ウーナ 13歳の欲動（ウーナ）
- 12モンキーズ シーズン3（イライザ）
- マーロン（スーザン、ホステス）

### パチンコ
- ニューギン「CR神音の森」（ねね）[14]

### その他
- 「JOYSOUNDスマホアプリ」（カエル）

### シリーズ一覧
1. ↑  第1期（2018年）、第2期『邪神ちゃんドロップキック'』（2020年）